# Isla Inglesera
La isla Inglesera es una isla de Honduras situada en el Golfo de Fonseca, Océano Pacífico, que forma parte del archipiélago hondureño del golfo. Administrativamente pertenece al municipio de Amapala (departamento de Valle) y se encuentra dentro del Parque Nacional Marino Archipiélago del Golfo de Fonseca (PNMAGF).

## Localización y características
La isla se ubica en el sector sur del departamento de Valle, frente a la costa del municipio de Amapala. Sus coordenadas son 13°18′52″N 87°42′14″O / 13.31444, -87.70389.

## Geología
Las islas hondureñas del golfo de Fonseca están asociadas a procesos volcánicos del Arco volcánico centroamericano. En las inmediaciones se encuentra la isla del Tigre, un estratovolcán basáltico documentado por el Global Volcanism Program del Smithsonian. Estudios petrológicos señalan la coexistencia de magmas con firmas de fluidos de subducción y descompresión en el área del golfo, con evidencias en el volcán Isla del Tigre.

## Conservación
La isla está comprendida dentro del Parque Nacional Marino Archipiélago del Golfo de Fonseca (PNMAGF), creado por el Decreto Legislativo 5-99-E e integrado al Sistema Nacional de Áreas Protegidas de Honduras (SINAPH). El decreto describe la presencia de zonas de anidación de tortugas marinas en peligro de extinción y de aves residentes y migratorias, además de hábitats para peces, crustáceos y moluscos en el conjunto del parque.

## Islote satélite
El decreto de creación del PNMAGF identifica como islas integrantes, entre otras, Inglesera y el islote Sirena. En el municipio de Amapala existe además una formación costera conocida como la Cueva de la Sirena, ubicada en la isla del Tigre (Playa Grande), que con frecuencia se confunde con el islote homónimo; la cueva se localiza cerca de Punta El Tamarindo.